# Bactra sardonia
Bactra sardonia es una especie de polilla del género Bactra, categorizada en la tribu Olethreutini, de la subfamilia Olethreutinae.

## Distribución
Se distribuye por Sudáfrica.

## Taxonomía
Fue descrita por Meyrick en 1908 y publicada en (Pamplusia), Proc. zool. Soc. London 1908.